# Claudia Nicoleitzik
Claudia Nicoleitzik (Saarbrücken, 8 dicembre 1989) è un'atleta paralimpica tedesca, specializzata nelle gare di corsa veloce.
Gareggia nella categoria T36, corrispondente agli atleti cerebrolesi e ha partecipato a tre edizioni dei Giochi paralimpici estivi: Pechino 2008, Londra 2012 e Rio de Janeiro 2016, portando a casa complessivamente due medaglie d'argento e due di bronzo.
Ha al suo attivo anche una medaglia d'oro, due argenti e due bronzi ai campionati del mondo di atletica leggera paralimpica, mentre a livello europeo conquistò una medaglia d'oro e due d'argento.
Nel 2008 è stata insignita del Lauro d'argento, la massima onorificenza sportiva tedesca.

## Palmarès
| Anno | Manifestazione       | Sede           | Evento                       | Risultato | Prestazione | Note |
| ---- | -------------------- | -------------- | ---------------------------- | --------- | ----------- | ---- |
| 2006 | Mondiali paralimpici | Assen          | 100 metri piani T36          | Argento   | 15"02       |      |
| 2006 | Mondiali paralimpici | Assen          | 200 metri piani T36          | Argento   | 32"17       |      |
| 2008 | Giochi paralimpici   | Pechino        | 100 metri piani T36          | Argento   | 15"00       |      |
| 2008 | Giochi paralimpici   | Pechino        | 200 metri piani T36          | Argento   | 31"48       |      |
| 2011 | Mondiali paralimpici | Christchurch   | 100 metri piani T36          | 4ª        | 15"13       |      |
| 2011 | Mondiali paralimpici | Christchurch   | 200 metri piani T36          | Bronzo    | 31"93       |      |
| 2011 | Mondiali paralimpici | Christchurch   | Staffetta 4×100 metri T35-38 | 4ª        | 58"49       |      |
| 2012 | Giochi paralimpici   | Londra         | 100 metri piani T36          | Bronzo    | 14"88       |      |
| 2012 | Giochi paralimpici   | Londra         | 200 metri piani T36          | Bronzo    | 32"08       |      |
| 2012 | Giochi paralimpici   | Londra         | Staffetta 4×100 metri T35-38 | dq        | dq          |      |
| 2013 | Mondiali paralimpici | Lione          | 100 metri piani T36          | Oro       | 15"48       |      |
| 2013 | Mondiali paralimpici | Lione          | 200 metri piani T36          | Argento   | 31"69       |      |
| 2014 | Europei paralimpici  | Swansea        | 100 metri piani T36          | Argento   | 15"36       |      |
| 2014 | Europei paralimpici  | Swansea        | 200 metri piani T36          | Oro       | 32"26       |      |
| 2014 | Europei paralimpici  | Swansea        | Staffetta 4×100 metri T35-38 | Bronzo    | 59"54       |      |
| 2015 | Mondiali paralimpici | Doha           | 100 metri piani T36          | Bronzo    | 14"73       |      |
| 2015 | Mondiali paralimpici | Doha           | 200 metri piani T36          | Argento   | 30"53       |      |
| 2016 | Europei paralimpici  | Grosseto       | 100 metri piani T38          | 8ª        | 14"91       |      |
| 2016 | Europei paralimpici  | Grosseto       | 200 metri piani T38          | 9ª        | 31"08       |      |
| 2016 | Giochi paralimpici   | Rio de Janeiro | 100 metri piani T36          | Argento   | 14"64       |      |
| 2016 | Giochi paralimpici   | Rio de Janeiro | 200 metri piani T36          | Bronzo    | 31"13       |      |
| 2016 | Giochi paralimpici   | Rio de Janeiro | Staffetta 4×100 metri T35-38 | 4ª        | 56"04       |      |